# Admiraal van Frankrijk
De admiraal van Frankrijk was een van de grootofficieren van de Kroon. Het ambt in 1270 werd door Lodewijk IX ingesteld tijdens de Achtste Kruistocht. In 1627 werd het ambt door kardinaal Richelieu afgeschaft. In 1669 werd het een eretitel.

## Middeleeuwen
Bij de instelling door Lodewijk IX was het ambt ongeveer gelijk aan dat van connétable, met dat verschil dat de admiraal verantwoordelijk was voor de Franse vloot en voor de kustverdediging van de provincies Picardië, Normandië, Aunis en Saintonge. In geval van oorlog kwam daar dan ook nog de verantwoordelijkheid bij om alle Franse handelsschepen te verzamelen in een vloot, waarna hij hen moest bevoorraden en bewapenen. Ook was het zijn taak om kaperbrieven te geven aan kapers. Naast deze oorlogstaken was hij ook verantwoordelijk voor de Koninklijke Vloot (als die bestond) en voor de maritieme handel en de bijbehorende vloot.

## Nieuwe tijd
Na de middeleeuwen, werd de titel van minder militair belang. Dit kwam onder meer doordat maar weinig admiraals nog zeelui waren en geen van hen ooit echt het commando over de vloot nam. Bovendien werd hun militaire invloed nog verder ingeperkt, enerzijds door het instellen van een aantal nieuwe admiraalstitels, namelijk admiraal van de Levant (Provence), admiraal van Bretagne en admiraal van het Westen (Guyenne). Anderzijds werden ook politieke figuren benoemd bij de marine, zoals generaal der Galeien en staatssecretaris voor de Marine.
De politieke betekenis van de titel groeide echter gestaag, net zoals die van de connétable. Niet alleen de politieke invloed, die er trouwens toe zou leiden dat de titel werd afgeschaft, maar ook het feit dat de Admiraal een deel van de buit die door de marine verkregen werd, in ontvangst mocht nemen, maakte de titel zeer begeerd. Naast deze economische voorrechten had de admiraal ook juridische rechten, die ongeveer gelijk waren met die van de connétable en de maarschalk. Deze juridische macht was beter bekend onder de naam Table de Marbre, genoemd naar het hoofdkwartier van de Admiraliteit in Parijs. Aan dit hoofdkwartier, samen met ongeveer 50 andere, waarvan het belangrijkste zich in Rouaan bevond, waren rechtbanken verbonden die zich bezighielden met zaken die te maken hadden met de zee.

## Afschaffing
In 1627 werd de bevelstructuur van de marine gereorganiseerd door kardinaal Richelieu. Hij bracht alle functies onder in één post, die van grootmeester der Navigatie en schafte daarbij de titel admiraal van Frankrijk af. In 1669 werd de titel opnieuw ingesteld, maar ditmaal als eretitel. In 1791 werd hij weer afgeschaft, om dan terug te komen tussen 1814 en 1869, waarna hij definitief werd afgeschaft.